# Кошелев стан
Кошелев стан — административная единица в составе Замосковной половины Московского уезда Московской губернии, существовавшая до губернской реформы Екатерины II. Располагался в северо - западной части Замосковской половины уезда.  Границы располагались по рекам Клязьма и Воря в пределах Богородского уезда, с юга приблизительно до Владимирского тракта.Территория стана располагалась между Шеренским и Отъезжим станом на севере, волостью Черноголовль на востоке, Боховым и Пехорским на западе и станами Почернев, Добленский и Рогожский на юге.
Состав:
- пустошь Соколцова д. Соколово
- пустошь Ошитково д. Алмазово
- пустошь Долгинино д. Долгое Лёдово
- пустошь Кишкино д. Кишкино
- пустошь Осеево д. Осеево
- пустошь Кашинцово Посёлок Биокомбината
- пустошь Мосеевская предположительно д. Моносеево (Московская область)[4] или Мизиново (Московская область)[5]